# Liste der Monuments historiques in Euvezin
Die Liste der Monuments historiques in Euvezin führt die Monuments historiques in der französischen Gemeinde Euvezin auf.

## Liste der Immobilien
| Bezeichnung       | Beschreibung                                                                                    | Standort                  | Kennzeichnung | Schutzstatus | Datum | Bild           |
| ----------------- | ----------------------------------------------------------------------------------------------- | ------------------------- | ------------- | ------------ | ----- | -------------- |
| Château d’Euvezin | Schloss, um 1600 erbaut, mit Resten der Burg des 14. Jahrhunderts; mit Garten und Nebengebäuden | 5 place du Château (Lage) | PA54000072    | Inscrit      | 2009  | weitere Bilder |